# Chlamydomonas parkeae
Chlamydomonas parkeae là một loài tảo trong họ Chlamydomonadaceae, thuộc chi Chlamydomonas.